# Inga Clendinnen
Inga Clendinnen, geborene Jewell (* 17. August 1934 in Geelong; † 8. September 2016 in Melbourne), war eine australische Historikerin, Anthropologin, Intellektuelle und Autorin.
Clendinnen war die Tochter eines Möbeltischlers, der später im Stadtrat ihres Heimatorts war. Prägend für ihre Kindheit waren die Jahre der Depression und die Erlebnisse des Zweiten Weltkriegs. Sie studierte an der University of Melbourne mit dem Bachelor-Abschluss 1955 und war danach Senior Tutor an der Universität Melbourne (1956 bis 1965 und nochmals 1968). 1969 wurde sie Senior Lecturer an der zwei Jahre zuvor gegründeten La Trobe University, was sie bis 1989 blieb. 1975 erwarb sie noch einen Master-Abschluss.
Sie befasste sich mit Sozialgeschichte und insbesondere dem Aufeinandertreffen fremder Kulturen, zum Beispiel der Begegnung weißer Einwanderer in Australien  und den Ureinwohnern (mit einer umstrittenen Neuinterpretation, zuerst vorgestellt in den Boyer Lectures 1999) und der Begegnung von Maya und anderen Ureinwohnern mit den spanischen Eroberern in Mittelamerika. Sie galt als Expertin für die Kultur der Azteken, die insbesondere die zentrale Rolle der Menschenopfer in der aztekischen Kultur herausstellte. Eines ihrer Interessen war Gewalt in Gesellschaften. Sie veröffentlichte auch über den Holocaust und ihr Buch Reading the Holocaust wurde vielfach ausgezeichnet. Es betrachtete die Vernichtungslager aus einer neuen anthropologischen Perspektive unter Einbeziehung der erzwungenen Beteiligung der Häftlinge selbst an der Organisation der Lager (Sonderkommandos) und den hierarchischen Beziehungen der Häftlinge und Bewacher.
Sie war seit 1955 mit dem australischen Wissenschaftsphilosophen F. John Clendinnen (1924–2013) verheiratet, mit dem sie zwei Kinder bekam. 2000 veröffentlichte sie autobiographische Essays um Krankheit und Tod (Tiger's Eye). Sie schrieb auch Rezensionen und Essays zum Beispiel für Quarterly Essay, wobei ein Essay über Geschichtsschreibung besonders bekannt wurde (Who owns the past ?).
2016 erhielt sie einen Dan-David-Preis im Bereich Vergangenheit – Gesellschaftsgeschichte. 2006 wurde sie Offizier des Order of Australia und 1992 Fellow der Australian Academy of the Humanities. 1987 war sie Fellow des Institute for Advanced Study. 2005 erhielt sie die Biennial Medal der Australian Society of Authors.

## Schriften
- Ambivalent Conquests: Maya and Spaniard in Yucatán, 1517–1570. Cambridge: Cambridge University Press. ISBN 0521333970 (erhielt 1988 den  Herbert Eugene Bolton Memorial Prize und den Spanish-American Quincentennial Prize)
- Disciplining the Indians: Franciscan Ideology and Missionary Violence in Sixteenth-Century Yucatan, Past and Present, Nr. 94, 1982, S. 27–48
- The cost of courage in Aztec society, Past and Present, Nr. 107, Mai 1985, S. 44–89
- Aztecs: An Interpretation. Cambridge: Cambridge University Press 1991. ISBN 9780521400930.
- „Fierce and unnatural cruelty“: Cortés and the conquest of Mexico, in: Representations, Nr. 33, Special Issue: The New World 1991, S. 65–100, (erhielt den Preis der American Society for Ethno-History)
- Reading the Holocaust. Melbourne: Text Publishing 1998. ISBN 1875847766 (erhielt 1999 den General History Prize von New South Wales und 2000 den Gleebooks Prize for Critical Writing von New South Wales und 1999 den Best Book of the Year Award der New York Times sowie den National Jewish Book Award in den  USA)
- True Stories: History, Politics, Aboriginality, Sydney: ABC Books 1999, 2. Auflage,  Melbourne: Text Publishing 2008. ISBN 9781921351341.
- Tiger's Eye – A Memoir. Melbourne: Text Publishing 2000. ISBN 9781876485559 (erhielt 2002 den Adelaide Festival Award)
- Dancing with Strangers: Europeans and Australians at First Contact. Melbourne: Text Publishing 2003. ISBN 1877008583 (erhielt 2004 den Douglas Stewart Prize von New South Wales und 2004 den Kiriyama-Preis)
- Agamemnon's Kiss: Selected Essays. Melbourne: Text Publishing 2006. ISBN 9781920885670.
- The History Question: Who Owns the Past ? Quarterly Essay, Nr. 23. Melbourne: Black Inc 2006. ISBN 9781863952545.
- The Cost of Courage in Aztec Society: Essays on Mesoamerican Society and Culture. New York: Cambridge University Press 2010. ISBN 9780521518116.